# Yrkesexamen
Yrkesexamen, examensform  inom Sverige för högskole- och universitetsutbildningar som leder fram till särskilda yrken och där det finns olika former av legitimations- eller behörighetskrav. Dessa kan avslutas med en yrkesexamen. Förr erhölls yrkesexamen ofta vid fackhögskolor. Examensbeviset brukar i en del fall vara kompletterat med ett s.k. Diploma Supplement utfärdat på engelska, som är ett internationellt intyg för examen. Yrkesexamina instiftas av regeringen och finns i olika kategorier, såsom till exempel läkare, högskoleingenjör, civilingenjör, arkitekt, officer, sjökapten, psykolog, jurist, logoped, agronom, lärare, revisor, sjuksköterska, sjukhusfysiker. Yrkesexamina skiljer sig från generella examina såsom högskoleexamen (två år), kandidatexamen, magisterexamen och masterexamen, där universiteten och studenten har större frihet att välja innehållet.
Yrkesexamen motsvarar internationellt ofta någon av examina högskole- kandidat- eller magisterexamen. I Storbritannien har en del yrken en speciell legitimation eller skyddad titel (Chartered Accountant eller Chartered Engineer) eller examina som liknar Master of Engineering (civilingenjör), Master of Education (lärare), osv.
Det finns för närvarande (okt 2021) 52 st yrkesexamina i Sverige.